# Società civile
Per società civile, generalmente, si intende l'insieme dei  cittadini che operano fuori dal contesto istituzionale.

## Evoluzione storica del concetto

### Il rapporto tra società e Stato
Sul piano filosofico la distinzione tra i concetti di società e di Stato e tra le relative problematiche avviene solo in tarda età. In epoca classica viene considerato soltanto il problema del rapporto tra l'individuo e la collettività.
Nel Settecento Rousseau considera come un contratto sociale l'unione politica tra individui 

### La svolta di Hegel
Con Hegel avviene la svolta ideologica della distinzione tra società e Stato, tra società civile e società politica. Il filosofo tedesco subordina il concetto di società a quello di Stato e nel processo dialettico considera la società civile momento intermedio con la conseguenza che dalla "immediatezza naturale" dell'aggregazione familiare si giunge alla "consapevolezza" dello Stato. Per Hegel lo Stato è insomma una fase autonoma sia rispetto all'organizzazione familiare che alla società civile e agli interessi di ogni individuo. Lo Stato, per Hegel, pur con i suoi limiti e difetti, si trova a un livello superiore e assicura la libertà etica (Stato etico). La società civile è l'organizzazione finalizzata a soddisfare i bisogni dei singoli e in essa si raggiunge un equilibrio armonico.

### La concezione di Marx
La distinzione e opposizione dialettica tra società civile e Stato nella dottrina di Marx sfocia nella concezione politica della lotta di classe. In tale ottica viene concepito uno Stato le cui esigenze coincidono con quelle della società. Il marxismo diviene scienza critica della società. Con il ribaltamento di quella che Marx chiama società borghese e l'abolizione della proprietà privata attraverso la rivoluzione comunista, avviene l'emancipazione dell'individuo all'interno della classe del proletariato.

### Nel positivismo
La sociologia come scienza, con l'avvento della concezione positivistica di Auguste Comte, fa assumere ai problemi della vita sociale una forma indipendente. La nuova scienza sociologica, a differenza del marxismo, diviene scienza positiva e le due discipline per molti decenni hanno reagito con accuse reciproche molto pesanti: il marxismo definito dalla sociologia fanatismo politico razionalizzato e la sociologia accusata dal marxismo di ideologia borghese.

## Progresso e civiltà
Si può ritenere la società civile sinonimo di società evoluta aperta al progresso a condizione di non porre dei limiti storici e geografici al suo significato. In caso contrario si cadrebbe nell'errore di creare un sinonimo tra società civile e società contemporanea. Con la conseguenza di escludere arbitrariamente dal concetto di società civile epoche storiche che hanno segnato importanti conquiste di civiltà. Questa considerazione chiama in causa il relativismo. Lo sviluppo nel tempo del concetto di progresso ha dovuto fare i conti con le diverse concezioni del progresso umano visto di volta in volta con parametri diversi:
- Nell'Età Classica la storia successiva è vista come decadenza[8].
- Nell'Era Media il progresso e l'evoluzione sono analizzati dalla prospettiva cristiana in rapporto al bene e al male e agli effetti dopo la morte[8].
- Nella Età Moderna  si fa strada il concetto del progresso della storia e delle capacità umane in rapporto soprattutto alla scienza e al concetto di modernità inteso come patrimonio del sapere. Giordano Bruno costituisce un esempio illuminante, così come Tommaso Campanella, Bacone, Galileo, Cartesio. I contrasti sull'idea di progresso si sono susseguiti anche con riguardo all'aspetto teologico, filosofico ed etico[8].
- La Età Contemporanea ha dato molta più importanza all'aspetto etico come liberazione dell'uomo da credenze e superstizione. Fino al positivismo e all'empirismo e all'idealismo hegeliano sul progresso come evoluzione dialettica[8].

## Società civile e democrazia
Il concetto di società civile trascende la politica e il riconoscimento dei diritti da parte delle istituzioni. C'è una differenza tra progresso scientifico e tecnico e progresso morale. La società civile, come la democrazia, più che aggregazione di popolo e di sudditi, è aggregazione di cittadini, aggregazione di uomini. Riguarda il progresso scientifico ma la consapevolezza e il riconoscimento sociale di diritti fondamentali che Kant definisce diritti innati. A cominciare dal diritto alla libertà. Per Kant, a differenza di Hegel, società civile e politica, società civile e Stato sono un tutt'uno inscindibile come momento successivo e superiore che supera la barbarie affidandosi all'autorità e alla legge.